# Bactrocera cibodasae
Bactrocera cibodasae es una especie de díptero que Drew y Albany Hancock describieron por primera vez en 1994. Bactrocera cibodasae pertenece al género Bactrocera de la familia Tephritidae.  